# TJ Lokomotiva Břeclav
Tělovýchovná jednota Lokomotiva Břeclav byl český sportovní klub z Břeclavi, který byl založen roku 1952 rozdělením Sokola Břeclav (původní SK Břeclav) na dva kluby. Fotbalový odbor zanikl v roce 2005 sloučením s TJ Slovan Břeclav a SK Tatran Poštorná do MSK Břeclav.

## Historické názvy
- 1952 – ZSJ Komunální podnik Břeclav I. (Závodní sokolská jednota Komunální podnik Břeclav I.)
- 1953 – DSO Slavoj Komunální podnik Břeclav I. (Dobrovolná sportovní organisace Slavoj Komunální podnik Břeclav I.)
- 1956 – TJ Lokomotiva Břeclav (Tělovýchovná jednota Lokomotiva Břeclav)
- 2005 – zánik fotbalového odboru sloučením s TJ Slovan Břeclav a SK Tatran Poštorná do MSK Břeclav.

## Umístění v jednotlivých sezonách
Legenda: Z – zápasy, V – výhry, R – remízy, P – porážky, VG – vstřelené góly, OG – obdržené góly, +/− – rozdíl skóre, B – body, červené podbarvení – sestup, zelené podbarvení – postup, světle fialové podbarvení – přesun do jiné soutěže
| Československo (1959–1993) |                                         |        |    |    |    |    |    |    |     |    |        |
| Sezóna                     | Liga                                    | Úroveň | Z  | V  | R  | P  | VG | OG | +/− | B  | Pozice |
| 1959/60                    | I. B třída Brněnského kraje             | 5      | 22 | 8  | 1  | 13 | 43 | 55 | −12 | 17 | 9.     |
| …                          |                                         |        |    |    |    |    |    |    |     |    |        |
| 1967/68                    | I. B třída Jihomoravské oblasti – sk. D | 6      | 26 | 7  | 11 | 8  | 37 | 37 | 0   | 25 | 9.     |
| 1968/69                    | I. B třída Jihomoravské oblasti – sk. D | 6      | 26 | 12 | 4  | 10 | 38 | 40 | −2  | 28 | 7.     |
| 1969/70                    | I. B třída Jihomoravské župy            | 7      | 26 | 8  | 9  | 9  | 36 | 47 | −11 | 25 | 7.     |
| 1970/71                    | I. B třída Jihomoravské župy            | 7      | 26 | 13 | 3  | 10 | 49 | 41 | +8  | 29 | 5.     |
| 1971/72                    | I. B třída Jihomoravské župy            | 7      | 26 | 7  | 7  | 12 | 44 | 45 | −1  | 21 | 11.    |
| 1972/73                    | Okresní přebor Břeclavska               | 8      | 26 | …  | …  | …  | …  | …  | …   |    |        |
| 1973/74                    | Okresní přebor Břeclavska               | 8      | 26 | …  | …  | …  | …  | …  | …   |    |        |
| 1974/75                    | Okresní přebor Břeclavska               | 8      | 26 | …  | …  | …  | …  | …  | …   |    |        |
| 1975/76                    | Okresní přebor Břeclavska               | 8      | 26 | 9  | 7  | 10 | 42 | 39 | +3  | 25 | 7.     |
| 1976/77                    | Okresní přebor Břeclavska               | 8      | 26 | 8  | 5  | 13 | 37 | 50 | −13 | 21 | 11.    |
| 1977/78                    | Okresní přebor Břeclavska               | 7      | 26 | 3  | 4  | 19 | 20 | 72 | −52 | 10 | 14.    |
| …                          |                                         |        |    |    |    |    |    |    |     |    |        |
| 1986/87                    | Okresní přebor Břeclavska               | 8      | 26 | 10 | 7  | 9  | 51 | 40 | +11 | 27 | 6.     |
| 1987/88                    | Okresní přebor Břeclavska               | 8      | 26 | 12 | 7  | 7  | 51 | 44 | +7  | 31 | 3.     |
| 1988/89                    | Okresní přebor Břeclavska               | 8      | 26 | 11 | 6  | 9  | 54 | 40 | +14 | 28 | 5.     |
| 1989/90                    | Okresní přebor Břeclavska               | 8      | 26 | 15 | 4  | 7  | 53 | 32 | +21 | 34 | 2.     |
| 1990/91                    | Okresní přebor Břeclavska               | 8      | 26 | 16 | 7  | 3  | 56 | 25 | +31 | 39 | 1.     |
| 1991/92                    | I. B třída Jihomoravské župy – sk. B    | 7      | 26 | 12 | 5  | 9  | 37 | 38 | −1  | 29 | 6.     |
| 1992/93                    | I. B třída Jihomoravské župy – sk. B    | 7      | 26 | 8  | 5  | 13 | 34 | 58 | −24 | 21 | 12.    |
| Česko (1993–2005)          |                                         |        |    |    |    |    |    |    |     |    |        |
| Sezóna                     | Liga                                    | Úroveň | Z  | V  | R  | P  | VG | OG | +/− | B  | Pozice |
| 1993/94                    | I. B třída Jihomoravské župy – sk. B    | 7      | 26 | 1  | 3  | 22 | 30 | 88 | −58 | −1 | 14.    |
| 1994/95                    | Okresní přebor Břeclavska               | 8      | 26 | 8  | 7  | 11 | 25 | 35 | −10 | 31 | 11.    |
| 1995/96                    | Okresní přebor Břeclavska               | 8      | 26 | …  | …  | …  | …  | …  | …   | …  |        |
| 1996/97                    | Okresní přebor Břeclavska               | 8      | 26 | 11 | 8  | 7  | 47 | 30 | +17 | 41 | 4.     |
| 1997/98                    | Okresní přebor Břeclavska               | 8      | 26 | 13 | 7  | 6  | 44 | 25 | +19 | 46 | 5.     |
| 1998/99                    | Okresní přebor Břeclavska               | 8      | 26 | 8  | 5  | 13 | 37 | 47 | −10 | 29 | 12.    |
| …                          |                                         |        |    |    |    |    |    |    |     |    |        |
| 2001/02                    | Okresní přebor Břeclavska               | 8      | 26 | 10 | 4  | 12 | 39 | 41 | −2  | 34 | 8.     |
| 2002/03                    | Okresní přebor Břeclavska               | 8      | 26 | 12 | 5  | 9  | 50 | 40 | +10 | 41 | 6.     |
| 2003/04                    | Okresní přebor Břeclavska               | 8      | 26 | 9  | 4  | 13 | 46 | 54 | −8  | 31 | 11.    |
| 2004/05                    | Okresní přebor Břeclavska               | 8      | 26 | 3  | 4  | 19 | 31 | 72 | −41 | 13 | 14.    |

Poznámky:
- 1993/94: Mužstvu bylo administrativně odečteno 6 bodů, čímž se klub kuriozně dostal do záporných hodnot.[6] V profesionálním fotbale je u nás znám jediný obdobný případ z druholigové sezony 1989/90, kdy záporného počtu bodů dosáhly Válcovny plechu Frýdek-Místek. V prvoligové sezoně 2009/10 bylo mužstvu FK Bohemians Praha původně odečteno 20 bodů, což bylo později zmírněno na 15 právě z důvodu standardního nezáporného bodového zisku, klub totiž dosáhl na hřišti toliko 16 bodů.

## TJ Lokomotiva Břeclav „B“
TJ Lokomotiva Břeclav „B“ byl rezervním týmem břeclavské Lokomotivy, který se pohyboval v okresních soutěžích Břeclavska.

### Umístění v jednotlivých sezonách
Legenda: Z – zápasy, V – výhry, R – remízy, P – porážky, VG – vstřelené góly, OG – obdržené góly, +/− – rozdíl skóre, B – body, červené podbarvení – sestup, zelené podbarvení – postup, fialové podbarvení – reorganizace, změna skupiny či soutěže
| Československo (1991–1993) |                                   |        |    |   |   |    |    |    |     |    |        |
| Sezóny                     | Liga                              | Úroveň | Z  | V | R | P  | VG | OG | +/− | B  | Pozice |
| 1991/92                    | Okresní soutěž Břeclavska – sk. A | 9      | 26 | 7 | 4 | 15 | 33 | 47 | −14 | 18 | 11.    |
| 1992/93                    | Okresní soutěž Břeclavska – sk. A | 9      | 26 | 6 | 9 | 11 | 44 | 57 | −13 | 21 | 11.    |
| Česko (1993–2004)          |                                   |        |    |   |   |    |    |    |     |    |        |
| Sezóny                     | Liga                              | Úroveň | Z  | V | R | P  | VG | OG | +/− | B  | Pozice |
| ...                        |                                   |        |    |   |   |    |    |    |     |    |        |
| 2003/04                    | Základní třída Břeclavska – sk. A | 10     | 26 | 9 | 3 | 14 | 56 | 59 | −3  | 30 | 9.     |